# 2017년 6월
| 2017년: 1월 · 2월 · 3월 · 4월 · 5월 · 6월 · 7월 · 8월 · 9월 · 10월 · 11월 · 12월 |

| \| 2017년 6월 1일 (목요일) \| \| 편집 \| |  |      |
| 국제 관계 - 도널드 트럼프 미국 대통령이 미국의 파리 기후 협정 탈퇴를 선언하였다. 사고 - 대한민국 서울특별시 노원구의 수락산에서 산불이 발생해 임야 3만9600 m²를 태우고, 13시간여 만에 진화되었다. |  |      |
| 2017년 6월 1일 (목요일) |  | 편집 |

| 2017년 6월 1일 (목요일) |  | 편집 |

| \| 2017년 6월 2일 (금요일) \| \| 편집 \| |  |      |
| 정치 - 아일랜드의 현 정당 피너 게일의 대표로 리오 버라드커가 59.64 %의 득표율로 선출되었다. 2017년 피너 게일 당대표 선거는 지난 5월 17일 엔다 케니 전 대표가 사퇴하면서 치러지게 되었다. 사고 - 필리핀의 마닐라 국제공항 인근의 카지노호텔에서 총격·방화 사건이 일어나 최소 37명이 숨졌다. |  |      |
| 2017년 6월 2일 (금요일) |  | 편집 |

| 2017년 6월 2일 (금요일) |  | 편집 |

| \| 2017년 6월 3일 (토요일) \| \| 편집 \| |  |      |
| 무력 충돌·공격 - 영국의 런던 브리지와 버러 마켓에서 테러 사건이 발생, 시민 6명이 숨졌다. 범인 3명은 경찰에 의해 사살되었다. 스포츠 - UEFA 챔피언스리그 2016-17에서 레알마드리드가 4-1로 유벤투스에 승리하며 우승하였다. 레알마드리드의 통산 12번째 우승이며, 챔피언스리그로 개편된 이후 첫 2연패(連霸) 기록이다. |  |      |
| 2017년 6월 3일 (토요일) |  | 편집 |

| 2017년 6월 3일 (토요일) |  | 편집 |

| \| 2017년 6월 4일 (일요일) \| \| 편집 \| |  |      |
| 무력 충돌·공격 - 3일 런던 테러로 인한 사망자가 7명으로 늘었다. 이 테러로 인하여 최소 7명이 사망, 48명이 부상을 입었다. 정치 - 영국의 총리인 테리사 메이가 연기없이, 오는 8일 총선거를 예정대로 치를 것임을 확인하였다. 문화·예술 - 아리아나 그란데가 지난 5월 22일의 맨체스터 아레나 테러와 관련하여 《One Love Manchester 》자선공연을 가졌다. |  |      |
| 2017년 6월 4일 (일요일) |  | 편집 |

| 2017년 6월 4일 (일요일) |  | 편집 |

| \| 2017년 6월 5일 (월요일) \| \| 편집 \| |  |      |
| 국제 관계 - 2017년 카타르 외교 위기가 불거졌다. 사우디아라비아를 비롯하여·아랍에미리트, 바레인, 이집트, 예멘 등 아랍 5개국이 카타르와의 단교(斷交)를 선언하였으며, 이어 리비아도 단교를 선언하였다. 예멘과 몰디브 또한 단교를 선언하였다. - 몬테네그로가 북대서양 조약 기구(NATO)의 29번째 회원국으로 가입하였다. |  |      |
| 2017년 6월 5일 (월요일) |  | 편집 |

| 2017년 6월 5일 (월요일) |  | 편집 |

| \| 2017년 6월 6일 (화요일) \| \| 편집 \| |  |      |
| 스포츠 - 터키 축구 국가대표팀이 스포츠 기자 폭행으로 물의를 빚은 아르다 투란을 방출한다고 밝혔다. 한편 투란은 국가대표에서 물러난다고 발표하였다. |  |      |
| 2017년 6월 6일 (화요일) |  | 편집 |

| 2017년 6월 6일 (화요일) |  | 편집 |

| \| 2017년 6월 7일 (수요일) \| \| 편집 \| |  |      |
| 국제 관계 - 요르단이 카타르와의 외교 관계를 격하(格下)하였고, 모리타니는 단교(斷交)하면서 2017년 카타르 외교 위기가 심화되고 있다. 한편 터키의 레제프 타이이프 에르도안 대통령은 카타르에 식량을 공급하기로 하였으며, 터키 의회는 카타르 내 터키군 기지에 추가 파병하는 안을 통과시켰다. 정치 - 도널드 트럼프 미국 대통령이 크리스토퍼 레이를 제임스 코미 전 연방수사국(FBI) 국장 후임으로 지명하였다. 사고 - 2017년 미얀마 공군 Shaanxi Y-8 추락 사고가 발생하였다. 120여 명을 싣고 메르귀를 출발하여 양곤으로 향하던 군용기가 실종되었으며, 사고 발생 이후 미얀마 해군은 다웨이 인근 해상에서 잔해 일부를 확인하였다. |  |      |
| 2017년 6월 7일 (수요일) |  | 편집 |

| 2017년 6월 7일 (수요일) |  | 편집 |

| \| 2017년 6월 8일 (목요일) \| \| 편집 \| |  |      |
| 무력 충돌·공격 - 이란 당국은 6월 4일의 2017년 테헤란 테러로 인한 피해자가 사망 17명, 부상 52명으로 늘었으며, 용의자들은 이란 국적의 이슬람 국가(IS) 가담자들이라고 밝혔다. 정치 - 미국 연방수사국(FBI) 전(前) 국장 제임스 코미가 2016년 러시아의 미국 선거 개입과 관련한 상원 청문회에 출석, 도널드 트럼프 대통령의 수사 외압 등에 대하여 증언하였다. 한편, 트럼프 대통령은 이같은 코미의 증언을 부인하였다. - 2017년 영국 총선에서 집권당인 보수당이 과반의석 확보에 실패하면서, 헝 의회(hung parliament)가 되었다. 이에 따라 브렉시트에 대한 재검토가 불가피해졌다. 부고 - 미국의 배우 글렌 해들리가 캘리포니아주 샌타모니카에서 62세를 일기로 숨졌다. - 하와이안 피자를 개발한것으로 알려진 샘 파노풀로스가 83세를 일기로 숨졌다. |  |      |
| 2017년 6월 8일 (목요일) |  | 편집 |

| 2017년 6월 8일 (목요일) |  | 편집 |

| \| 2017년 6월 9일 (금요일) \| \| 편집 \| |  |      |
| 부고 - 미국의 배우이자 성우인 애덤 웨스트가 88세를 일기로 숨졌다. 애덤 웨스트는 텔레비전 드라마 배트맨에서 주인공 역할을 맡으며 인기를 얻었다. |  |      |
| 2017년 6월 9일 (금요일) |  | 편집 |

| 2017년 6월 9일 (금요일) |  | 편집 |

| \| 2017년 6월 10일 (토요일) \| \| 편집 \| |  |      |
| 국제 관계 - 니카이 도시히로 일본 자민당 간사장이 아베 신조 일본 총리의 친서를 갖고 특사 자격으로 방한하였다. 니카이 특사는 오는 12일 문재인 대통령과의 면담이 예정되어 있다. 이에 앞서 지난 5월 18일에는 더불어민주당 문희상 의원이 일본에 특사로 파견되어 문대통령의 친서를 전달하고, 아베 총리와 면담을 가진 바 있다. |  |      |
| 2017년 6월 10일 (토요일) |  | 편집 |

| 2017년 6월 10일 (토요일) |  | 편집 |

| \| 2017년 6월 11일 (일요일) \| \| 편집 \| |  |      |
| 국제 관계 - 2017년 카타르 외교 위기와 관련하여 식료품 부족이 대두되는 가운데, 이란 국영 이란 항공이 카타르에 90톤 상당의 식료품 운송에 나섰다고 밝혔다. 또한 수요에 따라 이후로도 식료품을 운송할 것이라고 밝혔다. 정치 - 대한민국의 문재인 대통령이 다음의 장관 후보자를 지명하였다. 교육부 장관에 김상곤, 법무부 장관에 안경환, 국방부 장관에 송영무, 환경부 장관에 김은경, 고용노동부 장관에 조대엽을 각각 지명하였다. - 2017년 프랑스 총선 1차 투표가 프랑스 전역에서 실시되었다. 개표 결과 집권연합 전진!과 민주운동이 득표율 32.32% 를 기록하며 승리하였다. 한편, 전(前) 집권당인 사회당은 약 7% 득표율에 5위로 밀려났다. 결선 투표는 오는 6월 18일 실시된다. - 2017년 코소보 총선거에서 코소보 민주당(PDK) 중심의 중도우파연합이 승리하였다. 원래 총선거는 2018년 치러질 예정이었으나, 코소보 민주당과 코소보민주연맹(LDK)간 대연정(大聯政)이 몬테네그로와의 국경 문제에 대한 입장차로 붕괴되며 조기에 실시되었다. 사고 - 대한민국의 서울특별시 서남부 및 경기 광명시·시흥시 일대에 대규모 정전 사태가 발생하였고, 이로 인해 19만 여 가구가 피해를 보았다. |  |      |
| 2017년 6월 11일 (일요일) |  | 편집 |

| 2017년 6월 11일 (일요일) |  | 편집 |

| \| 2017년 6월 12일 (월요일) \| \| 편집 \| |  |      |
| 국제 관계 - 2017년 카타르 외교 위기와 관련, 모로코 외무부는 모하메드 6세의 지시로 카타르에 비행기를 이용해 식량을 공급한다는 성명(聲明)을 냈다. - 파나마가 중국과 수교(修交)할 것이라고 선언하였다. 정치 - 대한민국 문재인 대통령이 추경 및 일자리 정책에 관련하여 첫 국회 시정연설을 하였다. |  |      |
| 2017년 6월 12일 (월요일) |  | 편집 |

| 2017년 6월 12일 (월요일) |  | 편집 |

| \| 2017년 6월 13일 (화요일) \| \| 편집 \| |  |      |
| 국제 관계 - 파나마가 중화민국과 단교하고, 중화인민공화국과 외교 관계를 맺었다. 중화민국은 1910년 이래 107년간 외교관계를 맺었던 파나마의 단교로 수교국이 20개로 줄게되었다. 법과 범죄 - 독일 뮌헨 인근 전철역서 총격 사건이 발생하여 4명이 부상을 입었다. 이에 대해 경찰당국은 테러 공격은 아니라고 밝혔다. 사고·재해 - 방글라데시 동남부에서 3일 동안 계속된 폭우와 산사태로 최소 57명이 숨졌다. 치타공에서 16명이, 반다르반에서 6명, 랑가마티에서는 35명이 숨졌다. 방글라데시는 현재 우기(雨期)이다. |  |      |
| 2017년 6월 13일 (화요일) |  | 편집 |

| 2017년 6월 13일 (화요일) |  | 편집 |

| \| 2017년 6월 14일 (수요일) \| \| 편집 \| |  |      |
| 경제 - 미국 연방준비제도(FRB)가 연방공개시장위원회(FOMC) 마감 후 금리를 0.25% 인상하였다. 이에 따라 미국의 기준 금리는 1.0~1.25%가 되었다. 2015년 12월 이후 네 번째 금리 인상이다. 정치 - 스티브 스컬리스 미국 공화당 하원 원내총무를 비롯한 공화당 의원들이 버지니아주 알렉산드리아의 한 야구 경기장에서 총격을 당했다. 피격이후 스컬리스 의원은 긴급 수술을 받았으나 중태이다. 이들은 의회 자선 야구 경기를 앞두고 연습 중이었다. - 서울대학교병원이 백남기의 사망진단서에 기재된 사망 원인을 병사에서 외인사로 변경했다고 밝혔다. 사고 - 영국 런던에서 그렌펠 타워 화재가 발생했다. 화재로 인해 최소 12명이 사망하고, 수 명이 실종되는 인명 피해가 발생했다. |  |      |
| 2017년 6월 14일 (수요일) |  | 편집 |

| 2017년 6월 14일 (수요일) |  | 편집 |

| \| 2017년 6월 15일 (목요일) \| \| 편집 \| |  |      |
| 정치 - 일본 국회가 테러대책법안(조직범죄 처벌법 개정안, 일명 공모법)을 처리했다. 해당 법안은 조직범죄에 대한 사전 모의에 대한 처벌이 가능하도록 공모죄의 구성 요건을 변경하는 것이 중심 내용이다. 일본 전국의 대도시 등에서 이에 반대하는 시위가 열렸다. 사고 - 중화인민공화국 동부의 장쑤성 쉬저우시의 한 유치원에서 폭발 사고가 발생, 최소 7명이 사망하고, 59명이 부상을 입었다. |  |      |
| 2017년 6월 15일 (목요일) |  | 편집 |

| 2017년 6월 15일 (목요일) |  | 편집 |

| \| 2017년 6월 16일 (금요일) \| \| 편집 \| |  |      |
| 경제 - 전자상거래 업체인 아마존이 슈퍼마켓 체인점 홀 푸즈 마켓을 137억 달러(한화 약 15조5000억)에 인수하기로 하였다. 아마존은 인수 이후에도 독립사업부로 현재처럼 운영할 것이라고 밝혔다. 정치 - 지난 6월 11일 대한민국의 법무부 장관 후보자로 지명되었던 안경환 전(前)국가인권위원회 위원장이 자진 사퇴하였다. 부고 - 헬무트 콜 전(前) 독일의 연방수상이 87세를 일기로 숨졌다. 콜은 1982년부터 1998년까지 16년간 연방수상을 지냈으며, 임기중인 1990년 독일의 재통일이 있었다. - 대한민국의 배우 윤소정이 73세를 일기로 숨졌다. |  |      |
| 2017년 6월 16일 (금요일) |  | 편집 |

| 2017년 6월 16일 (금요일) |  | 편집 |

| \| 2017년 6월 17일 (토요일) \| \| 편집 \| |  |      |
| 사회 - 대한민국의 고리원자력발전소 1호기에 대한 전기 공급이 차단되는 '계통 분리' 작업이 진행되었다. 이후 핵연료에 대한 냉각을 거쳐 2022년 폐로 작업에 들어갈 예정이다. 이번 작업은 6월 9일 열린 원자력안전위원회의 '고리 1호기 영구정지 운영변경허가안'을 심의·의결에 따른 후속 조치이다. - 영국 그렌펠 타워 화재 사망자가 최소 58명이라고 런던 경찰 당국이 밝혔다. 조사 과정에서 인재임이 밝혀지면서 정부와 총리에 대한 시위가 이어졌다. 지난 선거에서 과반을 잃은데 이어, 미흡한 화재 사고 대응까지 겹치면서 테리사 메이 총리는 당(黨) 안팎의 퇴진 요구에 직면하였다. 부고 - 바누아투의 대통령으로 재직 중이던 볼드윈 론즈데일이 심장마비로 인해 67세를 일기로 숨졌다. 사고 - 2017년 포르투갈 산불, 최소 62명이 사망하고 54명이 부상을 입었다. |  |      |
| 2017년 6월 17일 (토요일) |  | 편집 |

| 2017년 6월 17일 (토요일) |  | 편집 |

| \| 2017년 6월 18일 (일요일) \| \| 편집 \| |  |      |
| 국제 관계 - 조선민주주의인민공화국의 주민 1명이 한강 하구를 헤엄쳐서 대한민국으로 귀순하였다. 정치 - 2017년 프랑스 총선의 결선 투표가 실시되었다. 6월 11일의 1차 투표에서 과반득표를 한 후보자가 없는 지역구가 대상이며, 1차 투표에서 12.5% 이상을 득표한 후보들을 대상으로 결선 투표가 진행된다. 출구 조사 결과 집권당 전진하는 공화국!에서 과반의석을 가져가고, 투표율은 약 43%의 역대 최저치를 기록할 것으로 조사되었다. - 문재인 대통령이 강경화 후보자를 대한민국의 외교부 장관에 임명하였다. 재해 - 그린란드에서 규모는 4.1의 지진이 발생하였다. 진원지는 누가시아크 북쪽 28 km 지점이다. 지진과 지진 해일로 인해 그린란드에서 최소 4명이 실종되었다. |  |      |
| 2017년 6월 18일 (일요일) |  | 편집 |

| 2017년 6월 18일 (일요일) |  | 편집 |

| \| 2017년 6월 19일 (월요일) \| \| 편집 \| |  |      |
| 무력 충돌·공격 - 2017년 핀즈베리파크 테러, 잉글랜드 런던에서 차량을 이용해 보행자를 공격하는 사건이 일어났다. 최소 1명이 숨지고, 11명이 다쳤다. 국제 관계 - 브렉시트 협상이 벨기에의 브뤼셀에서 시작되었다. 예술과 문화 - 아르헨티나 당국이 나치와 관련된 유물과, 미술품 75점을 발견하였다고 밝혔다. 부고 - 미국인 오토 웜비어가 송환(送還)된지 1주일 여 만에 숨졌다. 지난 2016년 3월부터 17개월간 조선민주주의인민공화국에 억류되어 있었던 웜비어는 혼수 상태로 지난 6월 13일 본국으로 송환되었다. |  |      |
| 2017년 6월 19일 (월요일) |  | 편집 |

| 2017년 6월 19일 (월요일) |  | 편집 |

| \| 2017년 6월 20일 (화요일) \| \| 편집 \| |  |      |
| 국제 관계 - 이스라엘이 25년 만에 요르단강 서안 지구에 새 정착촌 건설에 나섰다. 이에 대하여 팔레스타인은 즉각 반발하였다. 요르단강 서안 지구는 1967년 부터 이스라엘이 군사점령 중이다. 무력 충돌·공격 - 벨기에 브뤼셀 센트랄 역 에서 테러 시도로 인한 두 차례의 폭발이 있었으나 피해자는 발생하지 않았다. 범인은 현장에서 무장 군인에 의해 사살되었다. 문화와 예술 - 미국의 래퍼인 프로디지가 42세로 죽다. 법과 범죄 - 유럽 인권 재판소가 러시아의 동성애 선전 금지법이 동성애 혐오를 조장하고, 편견을 강화시키며, 또한 표현의 자유에 위배된다고 판결하였다. 사회 - 아인슈타인이 생전에 동료 학자 데이비드 봄에게 썼던 편지 8통이 경매에 나왔으며, 모두 합쳐 21만 달러(한화 약 2억 4000만 원)에 낙찰되었다. |  |      |
| 2017년 6월 20일 (화요일) |  | 편집 |

| 2017년 6월 20일 (화요일) |  | 편집 |

| \| 2017년 6월 21일 (수요일) \| \| 편집 \| |  |      |
| 무력 충돌·공격 - 이라크 군이 알 누리 모스크가 이슬람 국가(IS)에 의해 파괴되었다고 밝혔다. 알 누리 모스크는 높이 45 m에 달하는 사탑(기울어진 탑)으로 유명했다. 정치 - 사우디아라비아의 왕자인 무하마드 빈 살만 알사우드가 칙령을 통해 사우디아라비아의 왕세자에 올랐다. 국왕 살만 빈 압둘아지즈 알사우드는 지난 2015년 형제인 무크린 빈 압둘아지즈 알사우드를 폐위하고, 조카 무하마드 빈 나예프를 왕세자에 세웠는데, 이번에 자신의 아들로 왕세자를 교체하였다. 사우디아라비아는 초대 국왕 이븐 사우드의 사후 지금까지는 '형이 죽으면 동생이 왕위를 계승'하는 방식을 취해왔다. 사회 - 대한민국 사법고시가 2016년 1차 시험과 이날 열린 2차 시험을 끝으로 제59회 마지막 고시를 끝내면서 역사 속으로 사라졌다. - 인도 러크나우에서 열린 행사에 인도 총리인 나렌드라 모디를 비롯하여 5만 명이 참석하는 등, 국제 요가의 날을 맞아 세계 각지에서 열린 요가 행사에 수백만 명이 참가했다. |  |      |
| 2017년 6월 21일 (수요일) |  | 편집 |

| 2017년 6월 21일 (수요일) |  | 편집 |

| \| 2017년 6월 22일 (목요일) \| \| 편집 \| |  |      |
| 무력 충돌·공격 - 아프가니스탄의 라슈카르가의 뉴 카불 은행 인근에서 차량을 이용한 테러가 발생, 최소 36명이 숨지고 59명이 다쳤다. 사회 - 대한민국 고양시 일산서구의 한 병원에 차량이 돌진, 건물 지하로 추락하는 사고가 발생해 최소 8명이 부상을 입었다. 일산소방서는 운전자가 오른쪽 다리에 깁스를 한 상태였다고 확인하였다. 부고 - 보츠와나의 전(前) 대통령 퀘트 마시레가 91세를 일기로 숨졌다. |  |      |
| 2017년 6월 22일 (목요일) |  | 편집 |

| 2017년 6월 22일 (목요일) |  | 편집 |

| \| 2017년 6월 23일 (금요일) \| \| 편집 \|                                                                                        |  |      |
| 무력 충돌·공격 - 파키스탄의 파라치나르, 퀘타, 카라치 등에서 잇따른 폭탄 테러가 발생하여 최소 37명이 숨지고, 150명 이상이 다쳤다. |  |      |
| 2017년 6월 23일 (금요일) |  | 편집 |

| 2017년 6월 23일 (금요일) |  | 편집 |

| \| 2017년 6월 24일 (토요일) \| \| 편집 \| |  |      |
| 스포츠 - 세계태권도연맹(WTF) 주최 제23회 세계 태권도 선수권 대회 개막식이 대한민국 무주군의 태권도원에서 열렸다. 재해 - 2017년 쓰촨성 산사태: 중화인민공화국의 남서부에 위치한 쓰촨성 마오 현 에서 산사태가 발생해 최소 120명이 매몰되었다. |  |      |
| 2017년 6월 24일 (토요일) |  | 편집 |

| 2017년 6월 24일 (토요일) |  | 편집 |

| \| 2017년 6월 25일 (일요일) \| \| 편집 \| |  |      |
| 사고 - 울산광역시 동구에서 지름 6m, 깊이 2m의 싱크홀이 발생했으나, 인명 피해는 없었다. 지역 당국은 노후된 수도 관로(管路) 파손에 따른 지반 침하가 원인으로 보이며, 조사 중이라고 밝혔다. - 콜롬비아 과타페의 한 호수에서 유람선이 침몰하는 사고가 발생했다. 최소 3명이 숨지고, 30명이 실종되었다. |  |      |
| 2017년 6월 25일 (일요일) |  | 편집 |

| 2017년 6월 25일 (일요일) |  | 편집 |

| \| 2017년 6월 26일 (월요일) \| \| 편집 \| |  |      |
| 정치 - 2017년 몽골 대통령 선거 투표가 진행되었다. 집권당인 민주당의 칼트마 바툴 후보가 득표에 가장 앞섰으나 과반에 미치지 못하였다. 이에 따라 몽골 인민당 미예곰빈 엥흐볼드 후보와 7월 9일 몽골 사상 최초의 결선 투표를 치르게된다. - 중화인민공화국이 간암 말기 판정을 받은 류샤오보를 가석방하였다. 류샤오보는 지난 2010년에 노벨평화상 수상자로 선정되었으나, 수감 중인 터라 직접 수상하지는 못했다. |  |      |
| 2017년 6월 26일 (월요일) |  | 편집 |

| 2017년 6월 26일 (월요일) |  | 편집 |

| \| 2017년 6월 27일 (화요일) \| \| 편집 \| |  |      |
| 무력 충돌·공격 - 헬리콥터 한 대가 베네수엘라 대법원과 정부 청사를 공습하였다. 반정부 세력이 헬리콥터를 탈취하여 공습한 것으로 추정된다. 베네수엘라는 지난 3월 부터 니콜라스 마두로 대통령의 퇴진을 요구하는 반정부 시위가 이어져 지금까지 70명 이상이 숨졌다. - 우크라이나 정보 장교인 막심 샤포발 대령이 차량 폭탄테러로 암살되었다. 정치 - 브라질 검찰총장 호드리구 자노가 브라질의 대통령인 미셰우 테메르를 뇌물수수·부패 혐의로 기소하였다. 현직 대통령이 기소되는 것은 처음으로, 하원 표결을 거쳐 브라질 연방대법원에서 재판이 개시된다. 경제 - 유럽 위원회가 반독점법 관련, 불공정 거래 혐의로 구글에 24억 2,000만 유로(한화 3조 948억 원)의 과징금을 부과했다. 이에 구글은 즉각 제소를 고려하겠다고 밝혔으며, 유럽 사법재판소에서 소송전이 벌어질 경우 확정 판결까지는 수 년이 걸릴 수도 있다. 부고 - 대한민국의 마라톤 선수 서윤복이 94세를 일기로 숨졌다. |  |      |
| 2017년 6월 27일 (화요일) |  | 편집 |

| 2017년 6월 27일 (화요일) |  | 편집 |

| \| 2017년 6월 28일 (수요일) \| \| 편집 \| |  |      |
| 법과 범죄 - 1989년 일어난 힐즈버러 참사의 관련 책임자 여섯 명이 28년 여 만에 기소되었다. 정치 - 베네수엘라 대법원이 검찰총장 루이사 오르테가 디아즈를 출금 금지하고, 예금 계좌를 동결하였다. - 2017년 네팔 지방 선거 2차 선거가 치러졌다. 네팔은 20여 년만에 지방 선거를 실시하며, 5월 14일 1차 선거가 실시되었다. 오는 9월 18일에 3차 선거가 예정되어있다. 사회 - 세계 최대의 성소수자 축제인 월드프라이드가 스페인 마드리드에서 개막하였다. 오는 7월 1일 파세오 델 프라도 지구 행진에만 약 100만여 명이, 2일 행사 종료시까지 연인원 200만여 명이 참가할 것으로 예상된다. |  |      |
| 2017년 6월 28일 (수요일) |  | 편집 |

| 2017년 6월 28일 (수요일) |  | 편집 |

| \| 2017년 6월 29일 (목요일) \| \| 편집 \| |  |      |
| 국제 관계 - 부탄이 히말라야의 영토 분쟁지역에서 도로 공사에 대하여 중화인민공화국에 항의하였다. 사회 - 대한민국 전라남도 담양군의 한 부대 입구에서, 예비군 지휘관의 차량이 입소 중인 예비군 약 20여 명을 덮치는 사고가 발생했다. 5명이 뼈가 부러지는 중상을 입었으며, 16명이 타박상 등의 경상을 입었다. |  |      |
| 2017년 6월 29일 (목요일) |  | 편집 |

| 2017년 6월 29일 (목요일) |  | 편집 |

| \| 2017년 6월 30일 (금요일) \| \| 편집 \|                                                              |  |      |
| 국제 관계 - 대한민국의 문재인 대통령과 미국의 도널드 트럼프 대통령이 정상회담을 갖고 공동 성명을 냈다. |  |      |
| 2017년 6월 30일 (금요일)                                                                               |  | 편집 |

| 2017년 6월 30일 (금요일) |  | 편집 |

| <          | 2017년 6월 | 2017년 6월 | 2017년 6월 | 2017년 6월 | 2017년 6월 | >             |
| 일         | 월         | 화         | 수         | 목         | 금         | 토            |
|            |            |            |            | 1 5.7 기미 | 2 8 경신   | 3 9 신유      |
| 4 10 임술  | 5 11 계해  | 6 12 갑자  | 7 13 을축  | 8 14 병인  | 9 15 정묘  | 10 16 무진    |
| 11 17 기사 | 12 18 경오 | 13 19 신미 | 14 20 임신 | 15 21 계유 | 16 22 갑술 | 17 23 을해    |
| 18 24 병자 | 19 25 정축 | 20 26 무인 | 21 27 기묘 | 22 28 경진 | 23 29 신사 | 24 윤5.1 임오 |
| 25 2 계미  | 26 3 갑신  | 27 4 을유  | 28 5 병술  | 29 6 정해  | 30 7 무자  |               |

| - 6월 22일 - 퀘트 마시레 - 6월 20일 - 프로디지 - 6월 19일 - 오토 웜비어 - 6월 17일 - 볼드윈 론즈데일 - 6월 16일 - 헬무트 콜 - 6월 16일 - 윤소정 - 6월 9일 - 애덤 웨스트 - 6월 8일 - 샘 파노풀로스 - 6월 8일 - 글렌 해들리 - 6월 6일 - 아드난 카쇼기 - 6월 5일 - 셰이크 티오테 - 6월 2일 - 피터 샐리스 - 6월 8일 - 2017년 영국 총선 - 6월 11일 - 2017년 프랑스 총선 편집하기 |